# Anif
Anif – gmina w Austrii, w kraju związkowym Salzburg, w powiecie Salzburg-Umgebung.  Liczy 4041 mieszkańców (1 stycznia 2015).